# Godela Habel

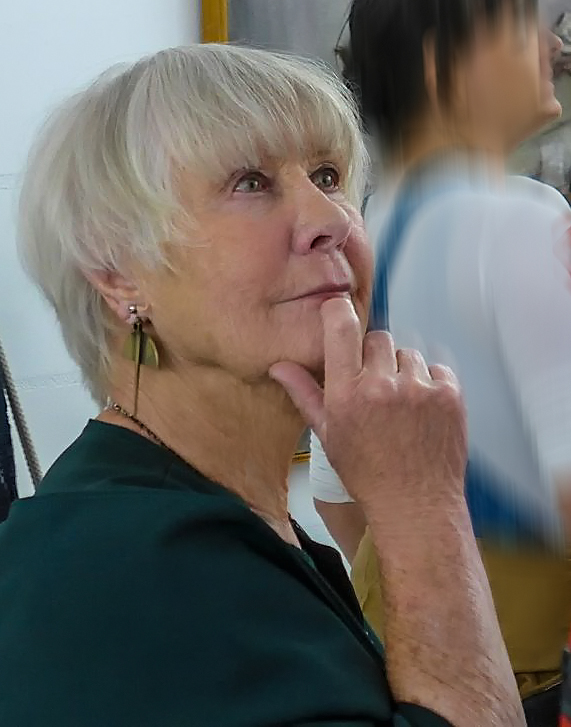
Godela Habel, 2015

Godela Habel (* 18. September 1929 in Deutsch Krone; † 12. Februar 2022 in Potsdam) war eine deutsche Zeichnerin, Malerin und Künstlerin.

## Werke
Godela Habel studierte von 1950 bis 1953 an der Werkkunstschule Wuppertal und der Werkkunstschule Hannover freie Malerei und Grafik. Sie ist vor allem bekannt für ihre Zeichnungen und abstrakten Materialbilder. In ihren formal oft geheimnisvoll erscheinenden Werken vereinte sie zeichnerische und malerische Methoden und gewann daraus die ihr eigene assoziationsreiche Bildhaftigkeit. Im Februar 2000 zeigte sie bei einer Ausstellung zum "Thema Farbe" im Bonner Künstlerforum mehr oder weniger verdichtete Linien und Flächen auf Papier und verwendete dabei Farbe in nuancierten Braun-Weiß-Schwarz-Abstufungen, die von feinstem Rot durchtränkt wurden. In den 1990er Jahren schloss sie ihre Arbeit an den Materialbildern ab und beschäftigte sich seitdem ausschließlich mit Zeichnungen. Sie lebte und arbeitete in Mehren im Westerwald.

## Würdigung
Godela Habel erhielt 1998 den mit 5.000,-€ dotierten GEDOK-Kunstpreis, der als Dr.-Theobald-Simon-Preis 1988 von der Bonner Kunstfreundin und Mäzenin Gabriele Vossebein zum Andenken an ihren Vater gestiftet wurde.

## Ausstellungen
- 1982: 7 Künstlerinnen, Bonn Bad Godesberg[7]
- 1984: Winterausstellung, Arbeitsgemeinschaft Siegerländer Künstlerinnen und Künstler e.V.[8]
- 1986: Verschnürungen, Kunstverein Siegen e.V.[9] sowie Einzelausstellungen in der Evangelischen Akademie Arnoldsheim und dem Glasmuseum Rheinbach
- 1989: Einzelausstellung im Gärtnerhaus Bonn
- 1997: Erwerb einer Zeichnung durch das Rheinische Landesmuseum Bonn
- 2000: Thema Farbe, Künstlerforum Bonn[4]
- 2002: Wechselweise, Arbeitsgemeinschaft Siegerländer Künstlerinnen und Künstler e.V.[10]
- 2003: Einzelausstellung in Betzdorf
- 2004: Einzelausstellung im Gärtnerhaus Bonn
- 2005: Korrespondenzen, Künstlerforum Bonn[11]
- 2006: Einzelausstellung in der Theatergemeinde Bonn
- 2009: Arbeiten auf Papier, Theatergemeinde Bonn[12]
- 2014: Materialbilder und Zeichnungen vom 14. Juni bis 13. Juli 2014 im "Kleinen Kunstraum 21" von Gotthart Eichhorn in Geiselbach-Omersbach

## Veröffentlichungen
- Ursula Toyka-Fuong, Petra Rapp-Neumann, Hilla Jablonsky, Ruth Schirmer, Edith Oellers-Teuber, Ula Wienke, Margaret Klare, Ute Jansen, Irene Kulnig, Borghild Eckermann, Godela Habel, Susanne Krell, Elsbeth Tatarczyk-Welte, Victoria Westmacott-Wrede: Ausgezeichnet: Künstlerinnen und Stifterin des Dr.-Theobald-Simon-Kunstpreises. ISBN 3-934532-23-3.